# 川面凡児
川面 凡児（かわつら ぼんじ、1862年4月29日（文久2年4月1日） - 1929年（昭和4年）2月23日）は、日本の宗教家、神道家。禊の行法を体系化し、組織的に行なった。現在の神社神道における禊作法は、戦前に川面が行っていたものに基づいている。名は恒次（つねじ）、字は吉光。号は殿山（でんざん）。

## 略歴
豊前国（現・大分県宇佐郡両川村小坂）に、酒造業を営む家の次男として生まれる。神職をしていた父の義弟の溝口千秋に教育のため預けられる。千秋は宇佐神社に参詣する全国各地の神道家や勤王の志士と交流があり、川面はその中のひとり、豊前の儒者・恒遠翁に漢籍を学ぶ。13歳のときに近くの霊山・馬城山（まきさん）に籠り、童仙・蓮池貞澄から仙道を学ぶ。15歳のとき、入津（豊後高田市）にある 鴛海米岳（おしうみべいがく）の私塾「涵養（かんよう）舎」で皇漢、仏教、法律、経済などを学ぶ。自由民権運動に傾斜し、板垣退助を尊敬していた。
1882年（明治15年）、21歳で熊本県隈庄町に私塾「稚竜同盟谷」を開き、子供たちの教育に携わる。1885年（明治18年）には長崎市銀屋町の「行余学舎」に学び、また塾生に修身や歴史を教えもした。同年上京し、雑誌『日本政党』を創刊。政治家を目指したが、宗教家に転じ、新聞雑誌への投稿で糊口を凌ぎながら、井上哲次郎、杉浦重剛などの宗教家や思想家などと交流し、宗教学を学んだ。生活の困窮を見かねた増上寺の計らいで、雑読『仏教』の主筆となり、「蓮華宝印」のペンネームで雑誌『禅宗』などにも寄稿した。淑徳女学校で教師もした。1896年（明治29年）からは「鬼芙蓉」の名で『自由党報』にも寄稿し、これが縁で明治32年から33年まで「長野新聞」の主筆に、またそののちには和歌山県の自由党機関誌「熊野実業新聞」の主筆となる。
1906年（明治39年）に下谷区三崎町に「全神教趣大日本世界教」を旗揚げし、稜威（みいつ）会を創立、神道宣布に専念。1908年（明治41年）には機関誌『大日本世界教みいづ』を創刊、1908年（明治42年）から片瀬などで修禊を開始。1914年（大正3年）、男爵の高木兼寛を会長に、古典を通じて日本の神々を学ぶ古典考究会を設立、『古典講義録』を刊行。同会には秋山真之、八代六郎、平沼騏一郎、杉浦重剛、頭山満、筧克彦らが関わった。
1917年（大正6年）から滝行など禊の行を会員とともに各地で始める。神宮奉斎会の会長で、大正期神道界の最高長老と言われた今泉定助が支持したことで、各地の有力な神職の賛同を得て、海浜や滝水での禊行事が全国的に流行した。1921年（大正10年）には団体が社団法人として認可され、1926年（大正15年）には代表作『天照太神宮』を出版。1929年（昭和4年）正月に、片瀬で大寒禊の指導を行なったあと体調を崩し、2月23日に肺炎により68歳で死去。特異な形のよく目立つ墓が多磨霊園にある。

## 死後
1939年（昭和14年）に、九段の軍人会館で十周忌が行なわれ、高山昇（前官幣大社稲荷神社宮司）、富岡宣永（東京深川八幡宮宮司）、水野錬太郎（全国神職会長）、総理大臣平沼騏一郎、文部大臣荒木貞夫らが参列した。翌年の1940年（昭和15年）に大政翼賛会が発足し、国民的行事に禊行を採用した。このころから政治家たちの常套句に「みそぎ」が使われるようになった。

## 著作
著書は非常に多く、主なものに『日本古典真義』『大日本神典』『天照大神宮』、『憲法宮』などがある。そのほとんどは『川面凡児全集』30巻（1939～41）に収められている。戦後は、八幡書店から全集全十巻と同ＣＤが発行されている。

## 思想
川面の思想は、古神道の宇宙観、霊魂観と神人合一法を西洋論理を用いて解き明かそうと試みた点に特色がある。例えば、荒身魂は肉体、和身魂は意識、直霊は最高意識ととらえ、人間は最高意識が受肉した存在であるから、すべての人間はその意味で「現人神」であると主張した。（天皇だけが現人神ではない、という主張は注目すべきである）また、天之御中主神を中心力、高御産霊を遠心力、神御産霊を求心力ととらえ、この三者のはたらきによって原宇宙が生成されたと説いた。川面は、古神道の神は、創造神ではなく、生成神であると考えている。創造神は、創造がある以上終末が訪れることを前提とした限定的な神であるが、生成神には、終末と見える現象はあったとしても、実際に終末はなく、永遠の生成発展があると考え、『古事記』の「天壌無窮」説を近代論理を用いて説明しようとした。川面の主張する日本民族の神は、一神にして多神、多神にして汎神であり、一神の躍動するはたらきの現れが、多神であり、汎神であるとし、この構造をもった神を「全神」と名づけ、自らの教えを一神教でも多神教でもなく、「全神教」と名付けた。この神のダイナミックな構造は、およそ二百年後には、西洋にも理解されるようになり、西洋は、多神と祖霊も祀るようになるだろうと予測している。ただし、神は、知性で論理的に把握しただけでは足りず、体感、体認、体験しなければならないと説き、そのために禊、鳥船、雄叫び、おころび、祝詞などの一連の身体作法を体系的に行う必要があるとしている。(彼が提唱した禊は、その一連の身体作法の一部にすぎない。）なお、天皇が宮中でおこなう祭祀と行法が、本来の魂しずめと魂ふりであり、川面の祭祀と行法は、それから派生した傍流であると位置づけている。（『宇宙の大道を歩む』より抜粋）